# Casa Armengou (Manresa)
La Casa Armengou és un edifici del municipi de Manresa (Bages) protegit com a bé cultural d'interès local.

## Descripció
És un habitatge plurifamiliar aïllat, amb façanes a tres carrers. Edifici compacte de planta baixa i dos pisos, i una part de soterrani. La façana principal és simètrica amb un ritme d'obertures ordenades regularment i balcons agrupats de dos en dos, separats per fornícules i pilastres, segons eixos verticals. Remat de l'edifici amb cornisa i permòdols i balustrada. Portal modernista al magatzem. Façana de totxo arrebossat, imitant pedra de fil. Pedra en detall ornamentals. Ferro de fosa.

## Història
El magatzem al carrer Sant Joan Baptista es va construir a la dècada de 1890. L'habitatge es construí el 1900.